# Taj Čen
Taj Čen (čínsky pchin-jinem Dài Zhèn, znaky 戴震, 1723–1777) byl čínský filozof. Napsal asi 50 děl, v nichž se zabýval především matematikou, filologií, geografií a konfuciánskou filozofií. Od roku 1773 pracoval v císařské knihovně.
Podle Taje svět neustále vzniká a vyvíjí se. Pohyb vysvětloval vzájemným působením protikladných sil: jang a jin, které působí věčně, jsou nezničitelné a neoddělitelné od přírody. Všechny jevy a věci jsou podle něj podřízené přirozené nezbytnosti. Základem poznání jsou pocity. Vrozených poznatků není. Obecné závěry třeba ověřovat pokusem. Osvobození lidí závisí na rozvoji osvěty a mravního sebezdokonalování osobnosti, učil Taj Čen.